# 懷爾德伍德湖 (加利福尼亞州)
懷爾德伍德湖湖（英語：Lake Wildwood）是位於美國加利福尼亞州內華達縣的一個人口普查指定地區。

## 地理
懷爾德伍德湖湖的座標為39°14′06″N 121°12′11″W / 39.23500°N 121.20306°W，而該地最高點為海拔高度466米（即1529英尺）。

## 人口
根據2010年美國人口普查的數據，懷爾德伍德湖湖的面積為9.095平方千米，當中陸地面積為7.923平方千米，而水域面積為1.172平方千米。當地共有人口4991人，而人口密度為每平方千米548人。